# Apichatpong Weerasethakul
Apichatpong "Joe" Weerasethakul (Bangkok, 16 de julio de 1970) es un director, productor y guionista de cine independiente tailandés. Weerasethakul también tiene una práctica de artes visuales que desarrolla en paralelo a su carrera en el cine.